# Flying Colors
Flying Colors – amerykańska supergrupa wykonująca szeroko pojętą muzykę rockową. Powstała w 2012 roku w składzie Casey McPherson (śpiew, gitara, keyboard), Steve Morse (gitara), Dave LaRue (gitara basowa), Neal Morse (keyboard, śpiew) oraz Mike Portnoy (perkusja, śpiew).
Debiutancki album formacji zatytułowany Flying Colors ukazał się 26 marca 2012 roku nakładem wytwórni muzycznej Provogue Records. Nagrania dotarły do 81. miejsca listy Billboard 200 w Stanach Zjednoczonych sprzedając się w nakładzie 6300 egzemplarzy w przeciągu tygodnia od dnia premiery.

## Dyskografia
Albumy studyjne
| Rok  | Tytuł                                                              | Pozycja na liście | Pozycja na liście | Pozycja na liście | Pozycja na liście | Pozycja na liście | Pozycja na liście |
| Rok  | Tytuł                                                              | USA               | NLD               | CHE               | SWE               | DEU               | FRA               |
| ---- | ------------------------------------------------------------------ | ----------------- | ----------------- | ----------------- | ----------------- | ----------------- | ----------------- |
| 2012 | Flying Colors - Data: 26 marca 2012 - Wydawca: Provogue Records    | 81                | 51                | 44                | 35                | 55                | 129               |
| 2014 | Second Nature - Data: 30 września 2014 - Wydawca: Provogue Records | 74                | 36                | 24                | –                 | 40                | 96                |
| 2019 | Third Degree - Data: 4 października 2019 - Wydawca: Mascot Records | Zostanie wydany   | Zostanie wydany   | Zostanie wydany   | Zostanie wydany   | Zostanie wydany   | Zostanie wydany   |

Albumy koncertowe
| Rok  | Tytuł                                                                                             | Pozycja na liście | Pozycja na liście | Pozycja na liście |
| Rok  | Tytuł                                                                                             | NLD               | CHE               | DEU               |
| ---- | ------------------------------------------------------------------------------------------------- | ----------------- | ----------------- | ----------------- |
| 2013 | Live in Europe - Data: 15 października 2013 - Wydawca: Mascot Label Group                         | –                 | –                 | 71                |
| 2015 | Flying Colors – Second Flight: Live at the Z7 - Data: 13 listopada 2015 - Wydawca: Music Theories | 12                | 45                | 58                |